# Prempeh I
Prempeh I, död 1931, var Asantehene, monark, i Ashantiriket mellan 1888 och 1931.